# Medical IT
Medical IT, auch MIT (Medizintechnik- und Informationstechnologie) genannt, kombiniert die ingenieurwissenschaftlichen Prinzipien und Regeln der Medizintechnik, mit der Erfassung, Verarbeitung, Speicherung und Verbreitung elektronischer Daten, Informationen und Wissen im Gesundheitswesen. Dies kann sowohl Software, wie auch Hardware umfassen, die zu medizinischen,  therapeutischen oder diagnostischen Zwecken für Menschen verwendet wird.

## Aufgaben der MIT
Eine der wesentlichsten Aufgaben der MIT ist der sichere Betrieb von IT als Medizinprodukt bzw. von vernetzten Medizinprodukten. Dies durch folgende Handlungsfelder unterstützt:
- Risikomanagement nach EN 80001-1 in medizinischen Netzwerken
- Integration bzw. Betrieb von IT als Medizinprodukt nach den gesetzlichen Vorschriften
- Management von IT als Medizinprodukt in Eigenherstellung (MPG §12)

## Hintergrund
Seit einigen Jahren haben die Hersteller von Medizingeräten damit begonnen, ihre Produkte durch Informationstechnologien zu erweitern und damit viele Funktionalität zu digitalisieren. In der Folge erhielten viele Medizingeräte entsprechende Datenschnittstellen, um die zunehmend erzeugten Daten an andere Systeme weiterleiten zu können. 2007 erfolgte eine Änderung der europäischen Medizinprodukterichtlinie MDD (2007/47/EG). Danach konnte Software  erstmals als eigenes Medizinprodukt definiert werden. Dies wurde durch das 4. MPG-Änderungsgesetz auch in deutsches Recht übernommen und trat am 21. März 2010 in Kraft.
Damit schufen die Industrie und der Gesetzgeber zwei neue Herausforderungen für die Betreiber von Medizintechnik im Gesundheitswesen:
- vernetzte Medizinprodukte
- Software als eigenständiges Medizinprodukt